# Arje
Arje (nep. अर्जे) – gaun wikas samiti w zachodniej części Nepalu w strefie Lumbini w dystrykcie Gulmi. Według nepalskiego spisu powszechnego z 2001 roku liczył on 493 gospodarstw domowych i 2592 mieszkańców (1405 kobiet i 1187 mężczyzn).